# Hans-Jochen Röhrig
Hans-Jochen Röhrig (* 2. August 1943 in Leipzig) ist ein deutscher Schauspieler.

## Werdegang
Röhrig absolvierte nach einer Bibliothekarausbildung sein Schauspielstudium an der Theaterhochschule „Hans Otto“ Leipzig. Seine ersten Engagements hatte er am Städtischen Theater Leipzig von 1971 bis 1973 und am Stadttheater Plauen von 1973 bis 1977. Von 1977 bis 2008 war Röhrig Ensemblemitglied des Hans Otto Theaters in Potsdam. In der Spielzeit 2006/2007 spielte er den Mylius in der Uraufführung Katte von Thorsten Becker, den Professor Manfred Gollwitz in Der Raub der Sabinerinnen von Franz und Paul von Schönthan und den Grafen Georg von Sparren in Prinz Friedrich von Homburg von Heinrich von Kleist. 
Außerdem leitete er über viele Jahre zahlreiche Lesereihen des Hans Otto Theaters, wie z. B. „Märkische Matineen“ und „Märkische Leselust“.
Von 2008 bis 2009 war er in der Telenovela Wege zum Glück als Ludwig Adam in 242 Folgen zu sehen.
Röhrig lebt heute mit seiner Frau, Inspizientin am Hans Otto Theater, in Wilhelmshorst bei Potsdam.

## Auszeichnungen
Für seine künstlerischen Leistungen und besonderen Verdienste um das Hans Otto Theater erhielt Röhrig am 15. März 2005 den Potsdamer Theaterpreis 2005 vom Förderkreis des Hans Otto Theaters.

## Filmografie (Auswahl)
- 1984: Eine sonderbare Liebe
- 1984: Der Lude
- 1986: Der Traum vom Elch
- 1987: Einer trage des anderen Last …
- 1988: Mit Leib und Seele
- 1989: Immensee (TV)
- 1989: Der Bruch
- 1989: Polizeiruf 110: Der Wahrheit verpflichtet (TV-Reihe)
- 1989: Die ehrbaren Fünf (Fernsehfilm)
- 1989: Der Streit um des Esels Schatten
- 1990: Heute sterben immer nur die anderen
- 1991: Mocca für den Tiger
- 1991: Farßmann oder Zu Fuß in die Sackgasse
- 1991: Polizeiruf 110: Der Fall Preibisch (TV-Reihe)
- 1991: Trillertrine
- 1992: Tandem (Fernsehfilm)
- 1992: Das große Fest (Fernsehfilm)
- 1992: Stilles Land
- 1991–1993: Der Brocken
- 1999: Antrag vom Ex
- 2002: Baby
- 2003: Mama und ich
- 2004: Alles Atze
- 2005: Die Mandantin
- 2005: Großstadtrevier
- 2005: SOKO Wismar
- 2005–2007: Preußisch Gangstar
- 2008: Wir sind das Volk – Liebe kennt keine Grenzen
- 2008–2009: Wege zum Glück